# ハオ・ワン
ハオ・ワン (Hao Wang、王浩、拼音: Wáng Hào、1921年5月20日 - 1995年5月13日) は、中国系アメリカ人の哲学者・数理論理学者・計算機科学者。「ワンのタイル」や「ワンのBマシン」（レジスタマシン）、ゲーデルの評伝執筆で知られる。その他、数理論理学の入門書執筆や、分析哲学への批判や唯物弁証法論など多方面で活動した。

## 生涯
1921年、中華民国山東省済南に生まれる。1943年、西南聯合大学数学科で学士号取得。1945年、清華大学哲学科で馮友蘭や金岳霖の指導のもと修士号取得。その後渡米し、1948年、ハーバード大学でクワインの指導のもとPh.D.取得。同年、ハーバード大学のアシスタント・プロフェッサーに就任。
1950年代初頭、チューリッヒに渡りパウル・ベルナイスのもとで研究に従事。1956年、オックスフォード大学の数学哲学コース準教授に就任、ジョン・ロック講義も務めている。1959年、IBM 704で『プリンキピア・マテマティカ』の膨大な定理をわずか9分間で証明するプログラムを書き上げる。この業績により、1983年に国際人工知能会議から「自動定理証明におけるマイルストーン賞」 (Milestone Prize for Automated Theorem-Proving) を授与される。
1961年、母校ハーバード大学の「数理論理学・応用数学ゴードン・マッケイ記念冠教授」に就任、スティーブン・クックらを指導する。1967年、ロックフェラー大学論理学教授に就任、同大学の論理学グループの中心を担う。1972年、ニクソン訪中に際し、中国系アメリカ人学者からなる代表団に参加し訪中する。
1991年、長年勤めたロックフェラー大学を退職。1995年、悪性リンパ腫により逝去。

### ゲーデルとの関わり
1960年代後半、自分の論文へのコメントを求めて晩年のゲーデルに接触、以降10年間親交する。1975年から1976年には、ゲーデルの招きでプリンストン高等研究所を兼任している。1978年にゲーデルが死去した後は、本人との思い出や収集した一次資料をもとに、ゲーデル研究の草分け的な評伝『ゲーデル再考』(Reflections on Kurt Gödel) を執筆し、1987年に刊行した。

## 著書
- Les Systèmes axiomatiques de la Théorie des Ensembles, Gauthier-Villars; Paris, 1953. [with Robert McNaughton].[4]
- A Survey of Mathematical Logic.  Peking:  Science Press; Amsterdam:  North-Holland, 1962.
- From Mathematics to Philosophy.  London:  Routledge & Kegan Paul, 1974.
- Popular Lectures on Mathematical Logic.  New York:  Van Nostrand, 1981. ISBN 0-486-67632-3.
- Beyond Analytic Philosophy: Doing Justice to What We Know.  Cambridge, Massachusetts:  MIT Press, 1985. ISBN 0-262-23124-7.
- Reflections on Kurt Gödel.  Cambridge, Massachusetts:  MIT Press, 1987.  ISBN 0-262-73087-1.
  - ハオ・ワン 著、土屋俊；戸田山和久 訳『ゲーデル再考 人と哲学』産業図書、1995年。ISBN 9784782800966。（土屋俊あとがき497頁-501頁）
- Computation, Logic, Philosophy. A Collection of Essays.  Beijing:  Science Press; Dordrecht:  Kluwer Academic, 1990.  ISBN 7-03000211-3.
- A Logical Journey: From Gödel to Philosophy.  Cambridge, Massachusetts:  MIT Press, 1996. ISBN 0-262-23189-1.